# Jermaine Taylor (cestista)
Jermaine Cassadaryl Taylor (Tavares, 8 dicembre 1986) è un ex cestista statunitense.

## Carriera NBA
Dopo quattro anni di NCAA nel suo Stato natale, per l'Università della Florida Centrale, nel 2009 inizia la sua carriera nella NBA venendo scelto al secondo giro del draft come 32ª scelta assoluta dai Washington Wizards e poi girato agli Houston Rockets per motivi economici. In seguito gioca anche per i Sacramento Kings.